# Imrepaka
Imrepaka (vagy Imrehóc, horvátul: Imrijevci, 1981-ig Imbrijevci) falu Horvátországban, Pozsega-Szlavónia megyében. Közigazgatásilag Cseglényhez tartozik.

## Fekvése
Pozsegától légvonalban 32, közúton 44 km-re keletre, községközpontjától  légvonalban 9, közúton 18 km-re délkeletre, a Dilj-hegység területén, a Pačica-patak mentén fekszik.

## Története
A régészeti leletek tanúsága szerint itt már a történelem előtti időben is éltek emberek. Ezt igazolják a „Palačica” („Polje”) lelőhely vaskori leletei, melyek a La Tène-kultúra népétől származnak. Rajta kívül még két ókori lelőhely is található  a határában, melyek a „Kućište” és a „Brazda” nevet viselik.
A pakai birtok a középkorban több részből állt. Ezek egyike volt a Szent Imre templom melletti Kispaka, melyet Imrepakának is neveztek. 1396-ban „Emrechpaka alio nomine Kyspaka” alakban említik. 1436-ban „Possessio Emrehpaka”, 1461-ben „Kispaka alio nomine Emrehowcz” néven találjuk. A pakai birtok részben Pozsega- részben Valkómegye része volt. Egy időben Névna várához, máskor a lévai Cseh, grabarjai Beriszló, laki Thuz vagy kis-pakai Szabó családok birtokához tartozott.
A térséget 1532 körül foglalta el a török és több, mint 150 évig török uralom alatt volt. Paka az 1545-ös török defterben is két részből áll, összesen 16 házzal. A középkori katolikus horvát lakosság mellé vélhetően már a török uralom alatt Boszniából pravoszláv szerbek települtek be. A középkori Szent Imre templom romjai Buturac szerint még a 19. században látszottak. A térség 1687-ben szabadult fel a török uralom alól. 1698-ban „Imrehovczi” néven 3 portával szerepel a török uralom alól felszabadított települések összeírásában.
 1702-ben 12, 1746-ban 11 ház állt a településen.
Az első katonai felmérés térképén „Dorf Imrevcze” néven található. Lipszky János 1808-ban Budán kiadott repertóriumában „Imriovczy” néven szerepel. 
Nagy Lajos 1829-ben kiadott művében „Imbriovczi” néven 29 házzal, 143 katolikus és 67 ortodox vallású lakossal találjuk.
1857-ben 137, 1910-ben 250 lakosa volt a településnek. Az 1910-es népszámlálás szerint lakosságának 83%-a horvát, 17%-a szerb anyanyelvű volt. Pozsega vármegye Pozsegai járásának része volt. Az első világháború után 1918-ban az új szerb-horvát-szlovén állam, majd később (1929-ben) Jugoszlávia része lett. 1991-től a független Horvátországhoz tartozik. 1991-ben lakosságának 78%-a horvát, 16%-a jugoszláv, 4%-a szerb nemzetiségű volt. 2011-ben a településnek 29 lakosa volt.

## Lakossága
| Lakosság változása | Lakosság változása | Lakosság változása | Lakosság változása | Lakosság változása | Lakosság változása | Lakosság változása | Lakosság változása | Lakosság változása | Lakosság változása | Lakosság változása | Lakosság változása | Lakosság változása | Lakosság változása | Lakosság változása | Lakosság változása |
| ------------------ | ------------------ | ------------------ | ------------------ | ------------------ | ------------------ | ------------------ | ------------------ | ------------------ | ------------------ | ------------------ | ------------------ | ------------------ | ------------------ | ------------------ | ------------------ |
| 1857               | 1869               | 1880               | 1890               | 1900               | 1910               | 1921               | 1931               | 1948               | 1953               | 1961               | 1971               | 1981               | 1991               | 2001               | 2011               |
| 137                | 150                | 148                | 155                | 169                | 250                | 307                | 259                | 236                | 241                | 240                | 208                | 123                | 82                 | 51                 | 29                 |

## Nevezetességei
- Keresztelő Szent János tiszteletére szentelt római katolikus kápolnája.
- Védett lakóházak a 21. és 34. szám alatt.